# Ville frontalière
Pour les articles homonymes, voir Ville frontière (film).

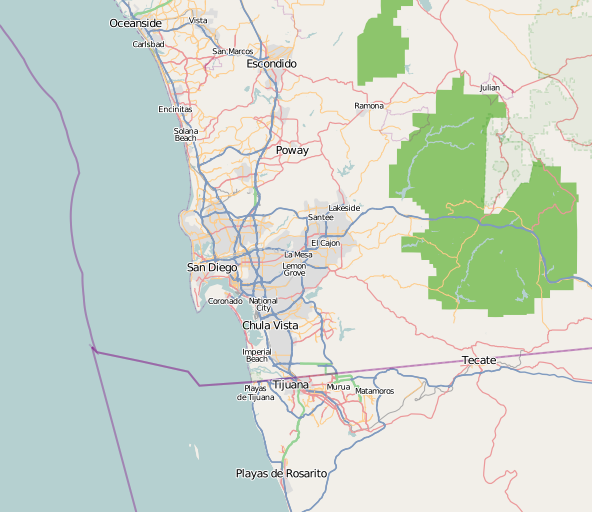
Carte des villes frontalières de San Diego (États-Unis) et Tijuana (Mexique).

Une ville frontalière est une agglomération urbaine située à proximité d’une frontière d’État et dont l'histoire, l’organisation, le développement et le fonctionnement sont influencés par cette présence. La relation entre ville frontalière et frontières d’État est en partie antinomique : la ville exprime la centralité alors que la frontière est associée à l’idée de séparation.
Une ville frontalière nécessite une certaine porosité de la frontière, elle est multi-culturelle, multi-ethnique. On peut citer, en Europe, Strasbourg et son vis-à-vis Kehl, Lille ou Orchies,, et en Amérique du Nord Tijuana/San Diego.

### Exemples historiques
- Bruno Hamon, Wattrelos ville frontière : trois siècles d'histoire, de la ferme générale à la douane, de la Marlière à Grimonpont, 1992.
- Marie-Véronique Martinez, « De la notion de ville-frontière à celle de frontière dans la ville. Le cas de Perpignan au XVIIe siècle », in Les frontières dans la ville, Cahiers de la Méditerranée, 73, 2006, p. 19-46 (en ligne).
- Denis Menjot (dir.), Les villes frontières : Moyen Age - époque moderne, Paris, L'Harmattan, 1997, 226 p.  (ISBN 2-7384-4912-3) (en ligne).

### Exemples contemporains
- Bernard Reitel et al. (dir.), Villes et frontières, Anthropos, 2002, 275 p.
- Alain Vanneph, « Villes frontalières Mexique-États-Unis », in Pierre Gondard et Jean Revel-Mouroz (dir.), La frontière Mexique-États-Unis. Mutations économiques, sociales et territoriales, Paris, Éd. de l'IHEAL, 1995, p. 246-259 (en ligne).